# كأس السوبر البحريني
كأس السوبر البحريني هو باكورة بطولات موسم كرة القدم البحريني والذي يقام بين بطلي الدوري البحريني الممتاز وكأس ملك البحرين أو صاحب المركز الثاني في بطولة الدوري إذا كان بطلي البطولتين فريق واحد في الموسم السابق.

## الأبطال السابقون
- 1995: المحرق 1 - الرفاع الغربي 0
- 2006: المحرق 3 - النجمة 2
- 2007: النجمة 3 - الرفاع 2
- 2008: النجمة 1 - البسيتين 0
- 2013: المحرق 2 - البسيتين 1
- 2014: الرفاع الشرقي 1 (6) - الرفاع 1 (5)
- 2015: الحد 1 (6) - المحرق 1 (5)
- 2016: الحد 1 - المحرق 0
- 2017: المنامة 1 (4) - المالكية 1 (2)
- 2018: المحرق 2 (4) - النجمة 2 (3)
- 2019: الرفاع 1 (5) - المنامة 1 (3)
- 2020:
- 2021: الرفاع 1 (4) - الرفاع الشرقي 1 (3)
- 2022: الخالدية 2 - الرفاع 0

## ترتيب الأبطال
| الفريق        | البطل |
| ------------- | ----- |
| المحرق        | 4     |
| الرفاع        | 2     |
| النجمة        | 2     |
| الحد          | 2     |
| الرفاع الشرقي | 1     |
| المنامة       | 1     |
| الخالدية      | 1     |